# Vízkelet
Vízkelet (szlovákul: Čierny Brod) község Szlovákiában, a Nagyszombati kerületben, a Galántai járásban. Hegy tartozik hozzá.

## Fekvése
Galántától 6 km-re délnyugatra, közvetlen Hidaskürt mellett fekszik. A község területén 3 sziget van, ezek: Korpaszeg, Cigánykert és Szigetorr. Határában van Malomszugla folyósziget is.

## Története
Területe már az őskorban is lakott volt. A Siskadombon a Badeni kultúra telepét, korabronzkori, római kori, illetve avar kori temetőt, míg a Homokdombon avar kori emlékeket találtak. A falu területén honfoglaló sírok is előkerültek, valamint innen származik egy híres kétélű bronzmarkolatú kard is.
Első írásos említése 1223-ból származik Kosoud (?) alakban. Hegy részt 1239-ben a pozsonyi vár jobbágyainak lakóhelyeként említik, a tizedjegyzékekben pedig Mons név alatt szerepel. 1297-ben egy okmányban Wyzkeleth Kosod néven említik, melyben III. Endre Bogár fia Márton comesnek adományozta. 1367-ben Kosok-i Péter fia Beke pozsonyi szolgabíró és fivére János, valamint Kosok-i Hegyes dictus Péter Miklós és László között felosztották Kyurth, Nyek, Vizkeleth, Takson birtokokon levő birtokrészüket és a Chukarpakaya birtokrészt.
A Vizkeleti család a 15. században bukkan fel az írott forrásokban. A falu azonban több arisztokrata család birtokában megfordult. 1613-tól 1660-ig evangélikus lelkész működött itt, az ellenreformáció hatására azonban visszatértek a katolikus hitre. 1664-ben Selle (Vágsellye) náhijéhez tartozott és a török adóösszeírás 7 fejadófizető személyt említ. 1673-ban erős földrengés sújtotta a falut. 1713-as egyházlátogatás alkalmával Heggyel és Kosúttal együtt 692 lelket számlálnak össze.
1773-ban gróf Esterházy Ferenc költségén Hidaskürtön plébánia alakult. Miután azonban az ottani paplak elpusztult, Hidaskürt lett Vízkelet fiókegyháza. Az Esterházyak semptei uradalmának felosztása után a cseklészi uradalomnak volt itt majorja és juhtenyészete.
Iskoláját már 1711-ben említik. A falu korábbi iskolája leégett, így Hidaskürtre jártak a nebulók. 1855-től alkalmaztak községi tanítót, azonban a bérbe vett helyiségek 1869-ben ismét leégtek. Ezek után 1871-ben iskolát építettek.
1832-ben tűzvész pusztított. Az 1848-49-es szabadságharc leverése és a jobbágyság eltörlése után a főként mezőgazdasággal foglalkozó lakosság földhöz jutott. A trianoni békeszerződésig Pozsony vármegye Galántai járásához tartozott.
1920-ban alakult a sportegyesület, továbbá a Hanza Fogyasztási Szövetkezet. 1926-ban határának egy részét a mai Javorinkához csatolták. A községbe 1936-ban vezették be az elektromos áramot. 1938-ban visszakerült Magyarországhoz. 1944 márciusában a németek bevonultak a településre, majd június 3-án elhurcolták a zsidókat. Az év végén pedig Németországba vitték a leventéket. A faluba 1945. március 31-én vonult be a Vörös Hadsereg.
Néhány lakost munkatáborba vittek, 1947 februárjában 37 családot Csehországba deportáltak, novemberben pedig 33 családot Magyarországra telepítettek a "lakosságcsere" egyezmény értelmében. 1948-ban, mikor a deportáltak már visszatérhettek, a község szlovák neve Čierny Brod lett. 1950-ben nyílt csak meg a magyar iskola, illetve a Csemadok helyi szervezete. 1965-ben új hidat építettek. 1967-ben új iskolaépület nyílt. A magyar felsőtagozatosok ma is Hidaskürtön tanulhatnak tovább. 1972-ben egyesítették a környék szövetkezeit, és 1976-ban megalakult a Vörös Csillag szövetkezet.
Korábban, még a Dudvág szabályozása előtt, a "falusi" és "hídon kívüli" részt két híd kötötte össze, a Vargha és a Cigányhíd, az utóbbit felújították.
A településen lakók túlnyomó többsége ma is római katolikusnak vallja magát. Címere az itt élők egykori fő foglalkozására: a halászatra és a rákászatra utal. Legrégebbi ismert pecsétnyomója 1867-ből származik.
Vályi András szerint VÍZKELET. Magyar falu Pozsony Várm. földes Urai több Uraságok, lakosai katolikusok, fekszik Dudvág vize mentében, Kossúthoz 1/2 órányira; határja 2 nyomásbéli, legelője Hegy helység alatt van.
Fényes Elek szerint Vizkelet, Poson vm. magyar f. a Dudvágh mellett, Diószegtől délre 1 órányira. Táplál 880 kathol., 20 evang., 30 zsidó lak. Szántóföldje, rétje, legelő, nádja, erdeje elég és jó. F. u. több birtokosok. Utol. post. Szered.

## Népessége
| Év:            | 1994. | 2004.   | 2014.   | 2024.   |
| -------------- | ----- | ------- | ------- | ------- |
| Emberek száma: | 1526  | 1559    | 1605    | 1620    |
| Eltérés:       |       | +2,16 % | +2,95 % | +0,93 % |

| Év:            | 2023. | 2024.   |
| -------------- | ----- | ------- |
| Emberek száma: | 1627  | 1620    |
| Eltérés:       |       | -0,43 % |

1828-ban 909 személy lakott itt 126 házban.
1869-ben 936 lakosa volt.
1880-ban 1059 lakosából 965 magyar és 31 szlovák anyanyelvű volt. Hegy 210 lakosából 120 magyar és 66 szlovák anyanyelvű volt.
1890-ben 1104 lakosából 1007 magyar és 65 szlovák anyanyelvű volt. Hegy 240 lakosából 209 magyar és 22 szlovák anyanyelvű volt.
1900-ban 1138 lakosából 1111 magyar és 14 szlovák anyanyelvű volt. Hegy 241 lakosából 200 magyar és 36 szlovák anyanyelvű volt.
1910-ben 1163 lakosából 1155 magyar és 6 szlovák anyanyelvű volt. Ebből 1102 római katolikus, 11 református, 4 evangélikus és 46 izraelita vallású volt. Hegy 224 lakosából 219 magyar és 5 szlovák anyanyelvű volt.
1921-ben 1261 lakosából 1208 magyar és 30 csehszlovák volt. Hegy 236 lakosából 227 magyar és 8 csehszlovák volt.
1930-ban 1281 lakosából 1071 magyar és 92 csehszlovák volt. Hegy 261 lakosából 183 magyar és 68 csehszlovák volt.
1941-ben 1577 lakosából 1569 magyar és 8 szlovák volt.
1970-ben 1877 lakosából 1698 magyar és 178 szlovák volt.
1980-ban 1660 lakosából 1522 magyar és 136 szlovák volt.
1991-ben 1507 lakosából 1378 magyar és 123 szlovák volt.
2001-ben 1524 lakosából 1374 magyar és 143 szlovák volt.
2011-ben 1592 lakosából 1286 magyar és 240 szlovák volt. Ebből 1401 római katolikus, 24 evangélikus, 60 ismeretlen vallású és 85 nem vallásos volt.
2021-ben 1645 lakosából 1163 (+25) magyar, 404 (+19) szlovák, 5 (+8) cigány, 9 (+2) egyéb és 64 ismeretlen nemzetiségű volt.

## Neves személyek
- Derghi Somogyi Antal (1811–?) a képviselőház tagja
- Kozma Ferenc (1902–1975) pap, a párizsi Katolikus Tudósító szerkesztője
- Végh László (1914–1991) pap
- Vincze László (1925) helytörténész, festő, tanár
- Katona Pál (1937) pap
- Kiss Endre András (1955) pap
- Lakatos László (Totó Laci) vándorzenész, muzsikus
- Itt született 1810-ben Simor József plébános.
- Itt született 1910-ben Brányik Sándor református lelkipásztor.
- Itt élhetett Vizkelethy Jakab (fl. 1554–1580) a királyi kancellária jegyzője, földbirtokos.
- Itt szolgált a 16. század közepén Huszár Gál (1512-1575) reformátor, nyomdász, énekszerző, református szuperintendens. A Heidelbergi káté magyarra fordítója.

## Nevezetességei
- Szent Anna római katolikus templomát 1911. július 30-án szentelték fel, 1992-ben tatarozták.
- Hétfájdalmú Szűzanya temploma a Hegy részen 1915-ben leégett. Korábban háromhajós volt, melyből a középső, eredeti román stílusú részt és a tornyot hagyták csak meg. Václav Mencl a legrégebbi részét a 13. századra keltezte, melyet a 16. században átépítettek.[7]
- Rovásírásos helységnévtábláját 2014. április 26-án avatták fel.

## Kultúra
- Harmónia Éneklőcsoport. Elődjét, a Pintér Ferenc vezetésével létrehozott férfikart a Csemadok helyi alapszervezete keretén belül alapították 1972-ben, amely 1975-ben vegyeskarrá bővült. Az 1970-es évek végén a közel negyven taggal rendelkező énekkar egy Kodály idézet alapján vette fel a Harmónia nevet. Taglétszáma az 1990-es évek kezdetétől csökkent, ennek következtében 2002-től női éneklőcsoportként, 15 taggal tevékenykedik. Az énekkar a község egyik legjelentősebb kulturális szerveződése, megalapítása óta közel száz tagja volt. Több hazai és külföldi rendezvény, fesztivál résztvevője. Munkásságukat 1985-ben aranykoszorús minősítéssel ismerték el.[8]

## Testvérvárosai
- Dunaharaszti, Magyarország
- Taksony, Magyarország